# Яохай
Яоха́й (кит. упр. 瑶海, пиньинь Yáohǎi) — район городского подчинения городского округа Хэфэй провинции Аньхой (КНР).

## История
В 1950 году был образован Привокзальный район (车站区). В 1960 году он был переименован в Восточный городской район (东市区).
В 2002 году Восточный городской район был переименован в район Яохай.

## Административное деление
Район делится на 13 уличных комитетов, 2 посёлка и 1 волость.